# Barrio Parque Guaraní
Parque Guaraní es un Complejo habitacional de la ciudad de Montevideo, perteneciente al Municipio F y al Centro Comunal Zonal 9. Se encuentra en el barrio Flor de Maroñas.
Dentro del barrio, destaca el Club Baby Fútbol Parque Guaraní. 
Muy próximo está el Estadio Obdulio Varela, donde oficia de local el Club Social y Deportivo Villa Española.